# Kindersicherung
Als Kindersicherung wird eine Vorrichtung zum Schutz von Kindern bezeichnet.

## Verpackungen
Eine Kindersicherung wird bei Verpackungen (insbesondere Flaschen) verwendet, deren Inhalt für Kinder unzugänglich aufbewahrt werden sollte, wie z. B. Medikamente oder Reinigungsmittel. Es ist meist ein Deckel oder anderer Verschluss, der oft ungewöhnliche Bewegungen oder eine Kombination von gleichzeitigen oder aufeinanderfolgenden Bewegungen erfordert, die einem kleinen Kind ohne Anleitung mit hoher Wahrscheinlichkeit nicht in den Sinn kämen oder die koordinativ oder anatomisch bedingt kaum möglich sind. Hersteller gefährlicher Inhaltsstoffe müssen Verpackungen und Verschlüsse auf Kindergesichertheit und Erwachseneneignung nach internationalen Normen überprüfen lassen, bevor sie diese auf den Markt bringen. Die Drück-Dreh-Verschlüsse bei Haushaltsreinigern bilden z. B. einen Kompromiss aus Kindersicherung und Erwachseneneignung.

## Feuerzeuge
In der Europäischen Union kommt es jedes Jahr zu zahlreichen Todesfällen, Bränden und Verletzungen, weil Kinder unter fünf Jahren mit Feuerzeugen spielen. Fast immer werden diese Schäden durch Einwegfeuerzeuge ausgelöst.
In den USA, Kanada, Australien und Neuseeland konnte die Anzahl der Schadensfälle um rund 60 % reduziert werden, weil dort bereits seit 1994 Kindersicherungen an Feuerzeugen Pflicht sind.
Aufgrund dieser Erfahrungen müssen Feuerzeuge mit einer Einrichtung versehen sein, die es Kindern unter fünf Jahren wesentlich erschwert, ein Feuerzeug zu entzünden. Diese Kindersicherung muss den Prüfanforderungen der EN 13869:2002 oder gleichwertigen Anforderungen genügen. Konkret bedeutet dies, dass ab 11. März 2007 Feuerzeuge ohne Kindersicherung nicht mehr für den europäischen Markt hergestellt oder in die EU importiert werden dürfen.

## Auto
Als Kindersicherungen im Auto bezeichnet man Sperrvorrichtungen, die ein Öffnen der hinteren Türen von innen verhindern. In der Regel besteht die Kindersicherung aus einem kleinen Schalter auf dem Türrand, der nicht betätigt werden kann, wenn die Tür geschlossen ist. Ist der Schalter betätigt, kann die Tür nur von außen geöffnet werden. In manchen Fällen umfasst die Kindersicherung im Auto auch eine Vorrichtung, mit der die Betätigung der hinteren elektrischen Fensterheber nur vom Fahrersitz aus möglich ist.
Jedes Jahr sterben mehrere Kinder einen Hitzetod, weil sie von ihren Eltern im Auto vergessen wurden, meist in einem Kindersitz auf dem Rücksitz. Dieses Phänomen wird auch Forgotten Baby Syndrome (FBS) genannt. In den USA ist der Hitzschlag im Auto eine der häufigsten Todesursachen bei Kindern. Es sind Warnsysteme entwickelt worden, die im Auto installiert werden, mit Sensoren verknüpft sind und bei Bedarf einen Alarm auslösen. In Italien ist seit Februar 2020 der Einbau eines Kindersitzes mit entsprechendem Warnsystem Pflicht; Familien, die ohne einen solchen Kindersitz unterwegs sind, müssen mit einem Bußgeld von bis zu 300 Euro rechnen. In Israel schlug im Jahr 2013 die Abgeordnete und Vorsitzende des Knesset-Ausschusses für Kinderrechte Orly Levy-Abekasis vor, FBS künftig als Autounfall einzustufen; auf dieser Grundlage könnten Versicherungen von Kunden, die regelmäßig Kinder transportieren, den Einbau eines Warnsystems verlangen. Außerdem sollen Kinderkrippen verpflichtet werden, die Eltern anzurufen, wenn ein Kind morgens nicht dorthin gebracht wird. Einige Warnsysteme lösen neben einem akustischen Signal auch eine Warnung per SMS oder Instant Messaging aus.

## Elektrische Steckdosen und Kupplungen

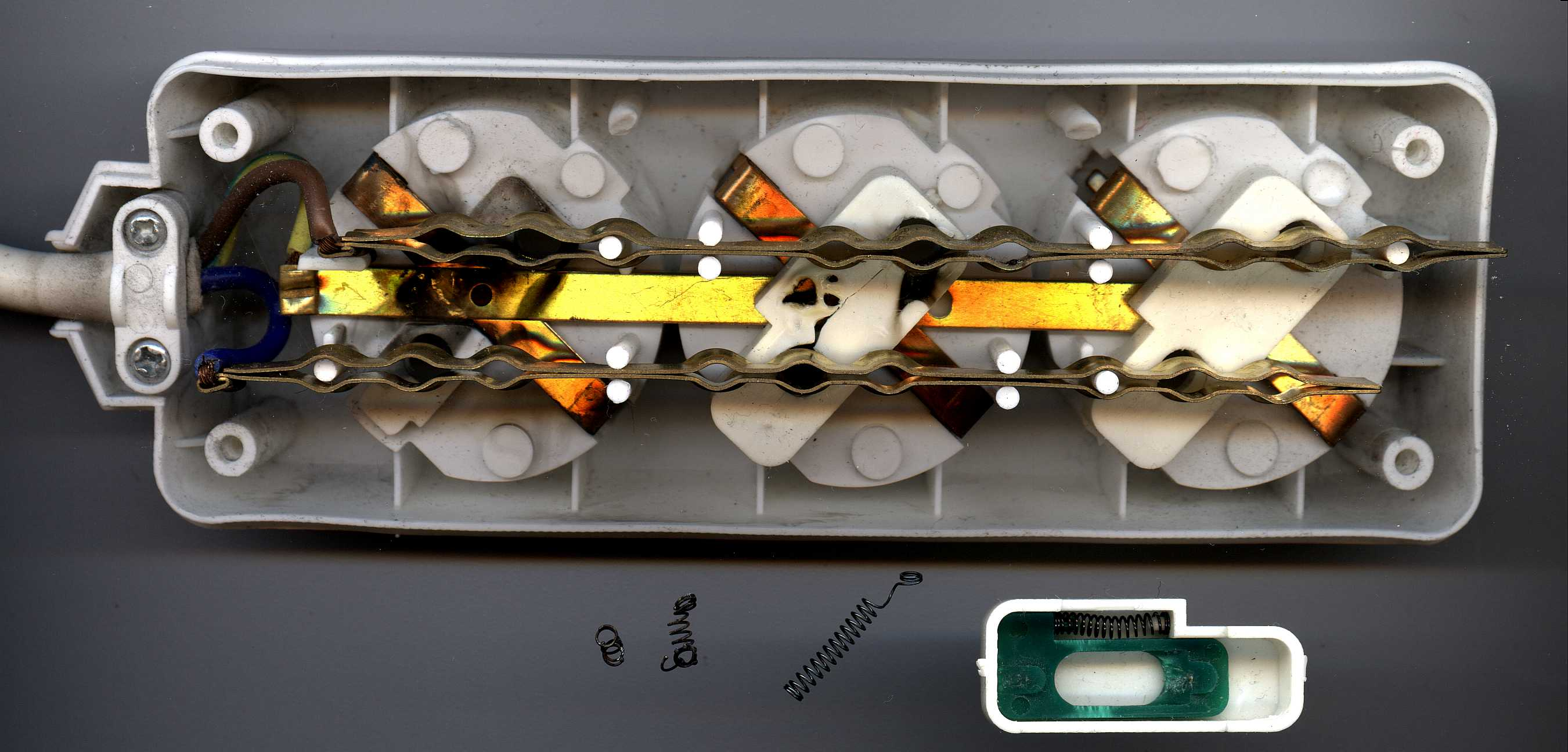
Primitive Ausführung einer Kindersicherung mit dafür typischem Fehler

Kindersicherungen in Steckdosen und Kupplungen sollen das Einführen von Gegenständen verhindern, die in die Einstecköffnungen passen, z. B. Stricknadeln, Haarspangen, Schraubendreher, Schrauben, Nägel usw. Das Ziel ist es, Stromunfällen vorzubeugen.
In der Versorgungstechnik gibt es hierzu SCHUKO-Steckdosen mit ab Werk fix integriertem, sogenanntem erhöhten Berührungsschutz.
Beispielsweise gibt es Ausführungen mit zwei Sperren, die jeweils von dem einen Steckerstift nach dem Prinzip der schiefen Ebene verschoben werden und die dadurch das Einführen des anderen Steckerstifts freigeben (z. B. vor dem Plastikzeitalter aus Keramik). Aktuelle, primitive Ausführungen neigen zu typischen Ausfällen, wobei ein Kurzschluss zwischen Außenleiter und Schutzleiter leicht bemerkt und lokalisiert wird. Erheblichen Zeitaufwand kann die Suche nach einem Kurzschluss zwischen Neutralleiter und Schutzleiter verursachen.

## Elektronische Geräte
Als Kindersicherung bei elektronischen Geräten bezeichnet man meist einen Passwortschutz für die Konfigurationsmenüs bzw. für ein teilweises oder komplettes Sperren der Funktionalität (z. B. Programme bei Fernsehern oder Receivern).

## Internet und allgemeine Computernutzung
Um Kinder vor bestimmten Inhalten des Internets zu schützen, gibt es von mehreren Anbietern Software wie z. B. Google Family Link oder Microsoft Family-Features, die es erlaubt, die benutzbaren Seiten, E-Mail-Programme, Chats und Newsgroups einzuschränken. Zusätzlich besteht bei einer Vielzahl von Anbietern die Möglichkeit, den zeitlichen Rahmen der Nutzung von Internet und diversen Programmen festzulegen. Die Betriebssysteme Microsoft Windows und Mac OS X bringen bereits ab Werk eine Kindersicherung mit, während die Konfiguration unter Linux deutlich schwieriger ist.